# Luis Segovia
Luis Geovanny Segovia Vega (Quito, 26 oktober 1997) is een Ecuadoraans voetballer die in het seizoen 2023/24 door Botafogo FR wordt uitgeleend aan RWDM.

## Clubcarrière
Segovia maakte op 25 juli 2015 zijn officiële debuut in het eerste elftal van CD El Nacional: in de competitiewedstrijd tegen Deportivo Quito (1-0-verlies) kreeg hij een basisplaats en werd hij bij de rust vervangen. Segovia speelde meer dan honderd officiële wedstrijden voor zijn opleidingsclub. In januari 2019 stapte hij over naar CSD Independiente del Valle, waarmee hij in 2021 landskampioen werd. In 2019 en 2022 won hij met de club ook de Copa Sudamericana won. Zowel in de finale tegen CA Colón in 2019 als in die tegen São Paulo FC in 2022 speelde hij een hele wedstrijd.
In januari 2023 maakte Segovia de overstap naar de Braziliaanse eersteklasser Botafogo FR. In zijn eerste halfjaar bij de club speelde hij tien officiële wedstrijden: vijf wedstrijden in de Campeonato Carioca, twee wedstrijden in de Copa Sudamericana, een in de Copa do Brasil en twee in de Série A. In augustus 2023 leende Botafogo hem voor een seizoen uit aan zijn Belgische zusterclub RWDM.

## Interlandcarrière
Segovia nam in het voorjaar van 2017 met Ecuador -17 deel aan het Zuid-Amerikaans kampioenschap voetbal onder 20 in eigen land. Ecuador eindigde als tweede en plaatste zich zo voor het WK onder 20 in Zuid-Korea later dat jaar. Ook voor dit toernooi werd hij geselecteerd. Segovia kwam enkel in actie tijdens de eerste groepswedstrijd tijdens de Verenigde Staten.
Op 27 oktober 2021 maakte Segovia zijn interlanddebuut voor Ecuador: in een vriendschappelijke interland tegen Mexico (0-3-winst) liet bondscoach Gustavo Alfaro hem 90 minuten meespelen.
1 Lathouwers ·
3 Halilou ·
4 Doudaev ·
5 De Sart ·
6 Halifa ·
7 Montes ·
8 Abe ·
9 Parzyszek ·
10 Robail ·
11 Ziani ·
15 Laâziri ·
17 Barry ·
20 Poku ·
21 Marsoni ·
22 Soelle Soelle ·
23 Del Piage ·
26 Kestens ·
28 Hubert ·
29 Maurer ·
30 Baghli ·
31 Dodeigne ·
43 Sousa ·
49 Sapata ·
51 Preijs ·
53 Messad-Kouchiche ·
60 Awudu ·
70 Nkurunziza ·
77 Biron ·
83 Lemmens ·
84 El Arouch ·
99 Benjdida ·
Coach: Ferrera
· Assistent-coach: Baherlé
· Assistent-coach: De Camargo